# 聖大衛島

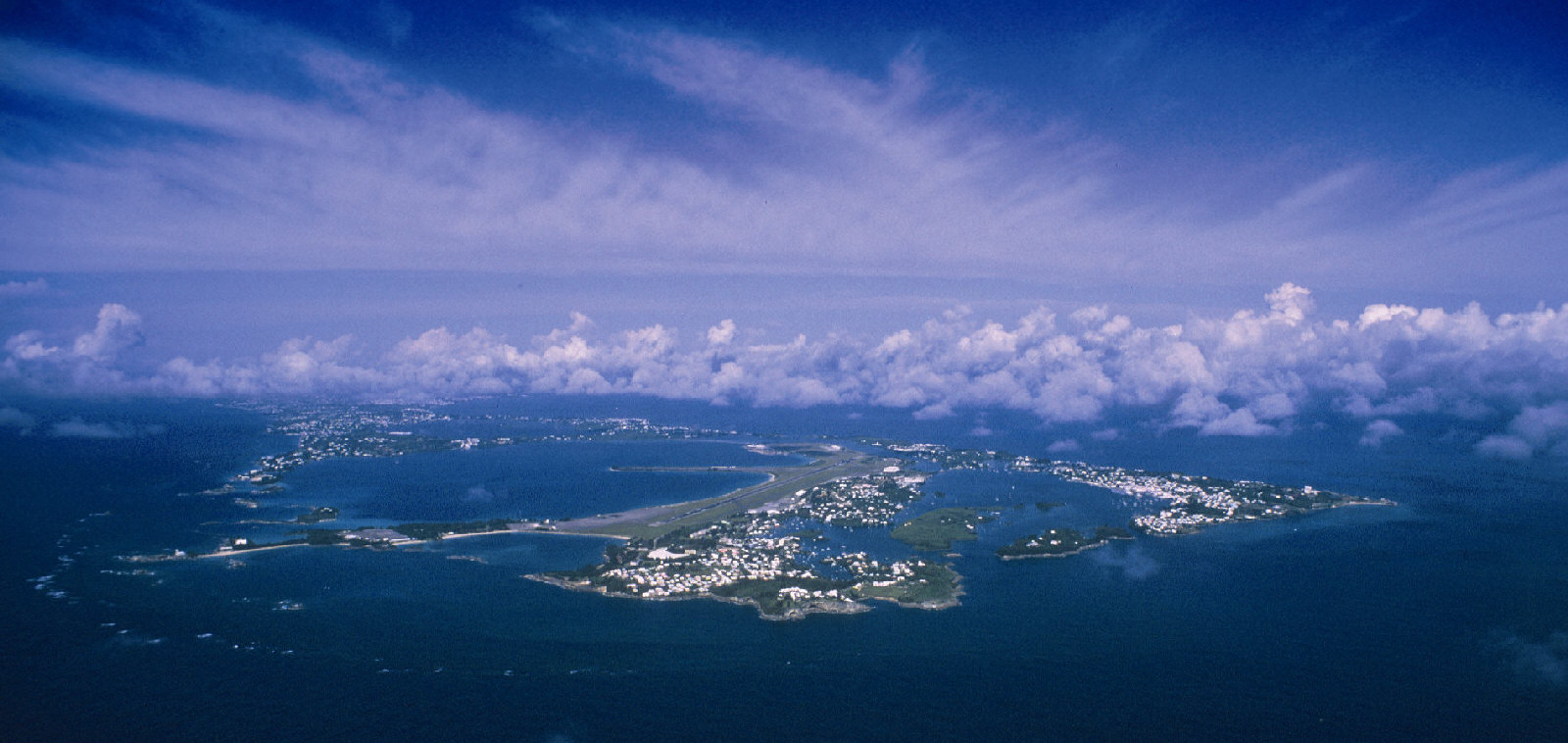

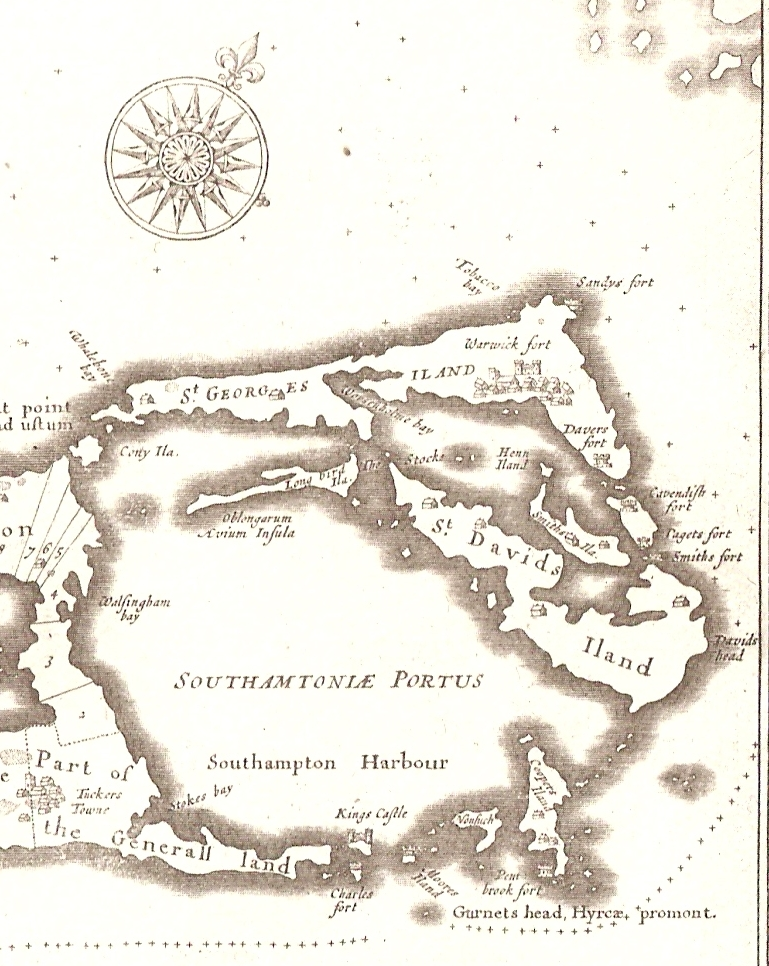

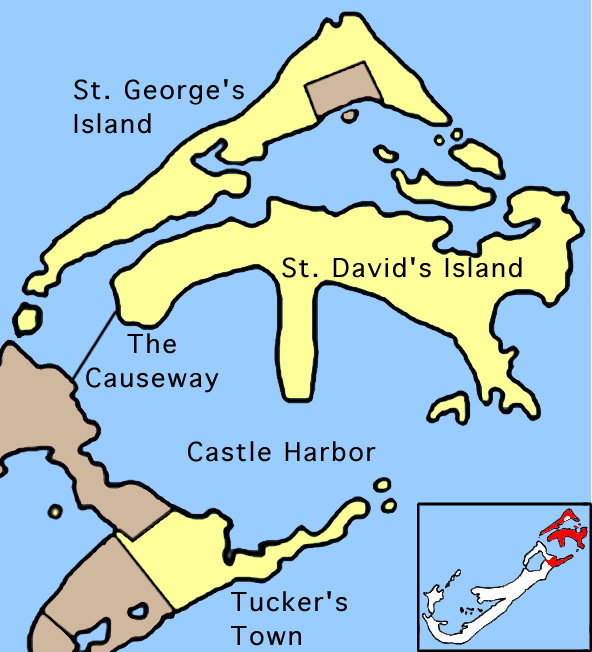

聖大衛島（英語：St. David's Island）是百慕達的島嶼，位於大西洋海域，長5.4公里、寬0.5公里，面積2.6平方公里，最高點海拔高度6米，島上有百慕達唯一的機場設施。

## 外部連結
- Bermuda Online （页面存档备份，存于）
- Google Maps satellite photos of Bermunda （页面存档备份，存于）
- Cape Cod Online: Worlds Rejoined.
- Genealogy.com: （页面存档备份，存于） Massasoit
- King Phillip's War （页面存档备份，存于）

32°22′03″N 64°40′47″W / 32.36750°N 64.67972°W